# Герб Коломака
Герб Коломака́ — офіційний символ смт Коломак Харківської області, затверджений 25 січня 2005 р. рішенням Коломацької селищної ради.

## Опис герба
У щиті, скошеному зліва лазуровим і золотим, поверх всього срібна будівля з лазуровими вікнами, супроводжувана в правому верхньому кутку золотим колосом у перев'яз зліва. У золотий главі на зеленій землі червоний замок. У зеленій частині срібний рушник із червоним орнаментом, обтяжений червоною восьмипроменевою зіркою.

## Історія

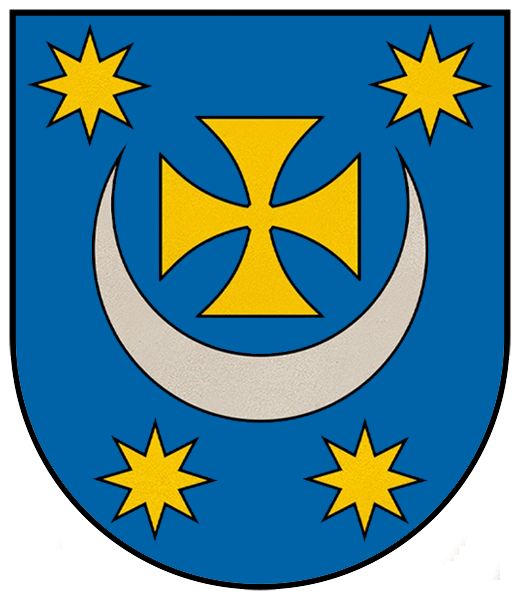
Історичний герб Коломаку за печаткою 1762 року

Це давнє козацьке містечко, що належало до Охтирського полку, уживало в середині XVIII ст. герб із зображенням у щиті козацького хреста над півмісяцем ріжками вгору, навколо чотири восьмипроменеві зірки.